# Grote Sprong Voorwaarts
De Grote Sprong Voorwaarts (vereenvoudigd Chinees: 大跃进; pinyin: Dàyuèjìn; Kantonees: Taai Juk Chun) is een campagne van de Communistische Partij van China (CPC) die duurde van 1958 tot en met 1961. Volgens Mao was het land aan het begin van zijn aantreden in 1949 niet eens in staat om 'eenvoudige' producten zoals een fiets, lucifers, naald, zeep of zelfs een peuk (sigaret) op efficiënte, moderne wijze te produceren. Het functioneerde als een retorisch uitspraak om industrialisatie te legitimeren. Mao Zedong wilde met de campagne zorgen voor een snelle transformatie van China van een agrarische naar een industriële maatschappij. De productie van staal, elektriciteit, steenkool, bouwmaterialen en basischemicaliën kregen prioriteit. De Grote Sprong Voorwaarts leidde tot een hongersnood met miljoenen dodelijke slachtoffers, een van de dodelijkste hongersnoden aller tijden.

## Hervormingen tijdens de Grote Sprong Voorwaarts

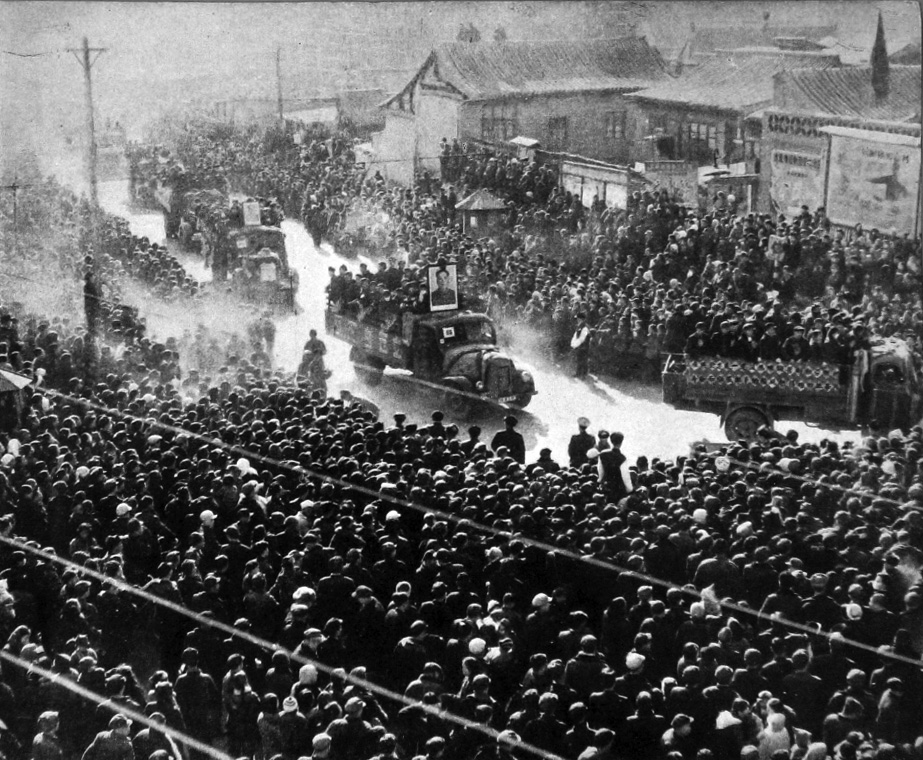
Beambten werden naar het platteland gestuurd om daar te werken (1957).

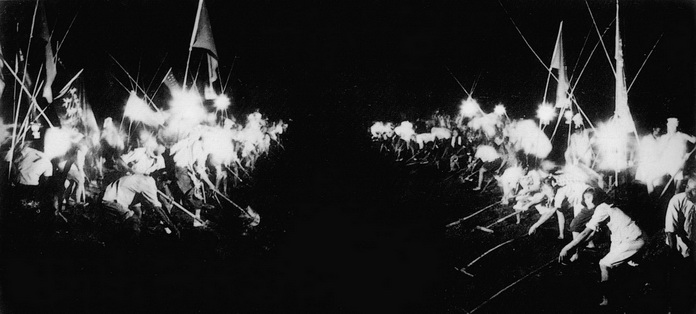
Boeren van de volkscommune werken ’s nachts met behulp van lantaarns.

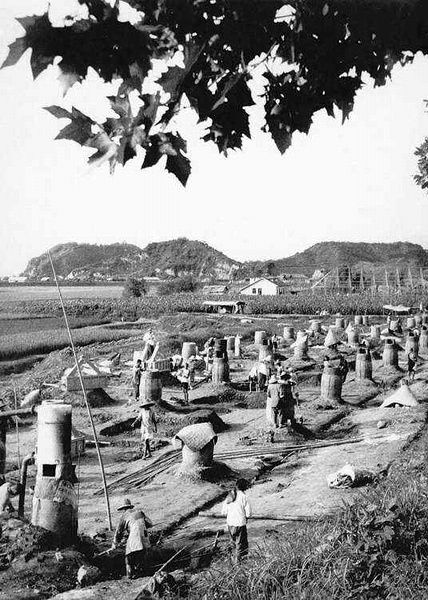
Kleine staalovens

Na de overwinning van de communisten tijdens de Chinese Burgeroorlog werd op 1 oktober 1949 de Volksrepubliek China opgericht. De gematigde factie in de Communistische Partij China rond Liu Shaoqi wilde dat collectivisatie van de landbouw pas werd doorgevoerd na industrialisatie, zodat er voldoende agrarische werktuigen waren.
Mao had in 1949 van de Sovjet-Unie een lening van 300 miljoen dollar gekregen om een regering op te kunnen zetten. Hij broedde er al jaren op hoe hij zijn industriële ambities zou gaan bekostigen in een straatarm land. Hij ging over tot het uitbuiten van de Chinese boeren door gratis arbeid en gewassen voor de export te eisen: 30% van de teelt werd ingenomen door de staat voor onder andere export. De export van gewassen voor harde munt leidde er toe dat tientallen miljoenen boeren die zelfvoorzieningslandbouw bedreven op het randje van de hongersnood kwamen te verkeren. 
De radicale factie onder leiding van Mao wilde de industrialisatie betalen door collectivisatie van de landbouw en een staatsmonopolie op graandistributie, zodat de overheid goedkoop graan kon krijgen en duur verkopen op de internationale markt om de industrialisatie te bekostigen. Mao sprak over het lopen op twee benen, waarmee hij bedoelde: alles tegelijk opbouwen, zowel landbouw als industrie. Mao voerde zijn plan door dat bekend staat als de Grote Sprong Voorwaarts. Hij deed dat door het omzeilen van de centrale bureaucratie en bezocht provinciale en lokale autoriteiten persoonlijk om ze onder druk te zetten zijn plan snel uit te voeren. De Grote Sprong Voorwaarts begon gedurende het tweede vijfjarenplan (1958 tot 1963), maar de campagne werd voortijdig gestopt in 1961. Het doel van de Grote Sprong Voorwaarts was de snelle ontwikkeling van de landbouw en industrie van China. De landbouw zou worden gecollectiviseerd met de collectivisatie van de landbouw onder Jozef Stalin in de Sovjet-Unie als voorbeeld. In plaats van kolchozen en sovchozen in de Sovjet-Unie organiseerden de Chinezen de landbouw in volkscommunes.
In 1958 werd privé-eigendom van land in China afgeschaft en de huishoudens op het platteland werden gedwongen om lid te worden van volkscommunes. Kleine stukken landbouwgrond die eeuwenlang door afzonderlijke boerengezinnen waren bewerkt, werden plotseling tot één groot gebied samengevoegd. Voortaan moesten de boeren collectief het land beheren. In de volkscommunes waren de lonen en het geld vervangen door arbeidspunten. Naast landbouw werd lichte industrie opgericht en moesten de boeren mee helpen bij het bouwen van infrastructurele werken. Veel inspanning werd gericht op grootschalige infrastructurele projecten voor landbouw, zoals irrigatiewerken, die slecht werden gepland. Deze werken kostten de levens van honderdduizenden ondervoede boeren. Mensen die bij een ontsnappingspoging werden gevangen moesten strijdbijeenkomsten ondergaan, waar duizenden doden vielen.
Er werden verschillende radicale landbouwmethoden/innovaties ingevoerd op bevel van Mao gebaseerd op de marxistische ideeën van Trofim Lysenko en diens volgelingen. Methoden zoals dicht bij elkaar zaaien van gewassen werden ingevoerd, waarbij veel meer planten per oppervlakte werden gezaaid. Eerst werd de dichtheid van het zaaien verdrievoudigd en later werd dat weer verdubbeld. Dit zorgde voor een lagere oogst.
Ook het diepploegen van Lysenko-aanhanger Terentij Maltsev werd ingevoerd. In plaats van de gebruikelijke ploegdiepte van 15 tot 20 cm werd nu geploegd met een diepte van 1,0m of 1,5m. De theorie van Maltsev was dat de vruchtbaarste grond het diepst zat en dat het diepploegen zou zorgen dat de wortels van de planten sterker werden. Het diepploegen had echter tot gevolg dat stenen en onvruchtbare grond naar boven werden geploegd, waardoor de vruchtbare toplaag werd begraven. Meer percelen werden braak gelaten omdat volgens theorieën van Lysenko-aanhangers het concentreren van mest op de vruchtbaarste gronden zou leiden tot een veel grotere oogst. Deze ongeteste technieken leidden tot een lagere graanproductie. Lokale bestuurders werden bewogen om hogere cijfers van de graanproductie aan hun politieke oversten door te geven.
In augustus 1958 werd besloten door Mao dat de staalproductie verdubbeld moest worden binnen een jaar naar 10,7 miljoen ton staal. Het uiteindelijke doel was een staalproductie van 30 miljoen ton per jaar. Dit moest verwezenlijkt worden door het gebruik van kleine staalovens in de achtertuinen van volkscommunes. Om aan de quota te voldoen, werd veel energie gestoken in het produceren van staal uit oud ijzer. Voor brandstof voor de staalovens werden grootschalig bomen gekapt en hout gebruikt van deuren en meubels. Potten, pannen, landbouwwerktuigen, haarspelden, spijkers, scharnieren en andere metalen voorwerpen werden in beslag genomen om te dienen als schroot voor de ovens om aan de hoge quota te voldoen. Boeren moesten steeds meer tijd en arbeid stoppen in de staalproductie in plaats van landbouw. De kwaliteit van het staal was zeer slecht door het gebruik van schrootijzer en de inefficiëntie van kleine staalovens. Het overgrote deel van de opbrengst bestond uit ruwijzer, dat wil zeggen zeer bros, slecht buigbaar en onbruikbaar ijzer. Miljoenen boeren werden bevolen om in de industrie te werken om de staalproductie te verhogen. Dit leidde tot minder arbeidskrachten dat voor de landbouw werd ingezet.
Mao lanceerde in deze jaren een groot aantal campagnes zoals de bekende Grote Mussencampagne en (Chinees: 打麻雀运动; pinyin: Dǎ Máquè Yùndòng) om alle mussen te doden als een van de Vier Plagen-campagnes (tegen respectievelijk ratten, vliegen, muskieten en mussen) omdat deze de schuld kregen van de voedseltekorten. Na zijn wonden te hebben gelikt gooide Mao het in 1966 weer over een andere boeg met een nieuwe massale campagne genaamd het derde front. Als deel van deze campagne werden massaal arbeiders gemobiliseerd voor het bouwen van elektriciteits- en transportinfrastructuur in het binnenland van China.

## Gevolgen
De graanproductie daalde enorm. De oogst was in 1959 15% lager dan in 1958. In 1960 was de oogst ongeveer 70% lager dan de oogst van 1958. Volgens Yang Jisheng – lid van de Chinese Communistische Partij en journalist van het nieuwsbureau Xinhua – lag de oorzaak van de hongersnood bij het overheidsbeleid, zoals het verleggen van arbeidskrachten van de landbouw naar staalproductie, foute landbouwtechnieken, export van graan, vernietigen van mussen en de daarbij behorende sprinkhanenplaag. Er werd 22 miljoen ton aan graan gehouden in overheidsmagazijnen tijdens het hoogtepunt van de hongersnood.
Naarmate de aantallen sterfgevallen door voedseltekort stegen, nam het aantal doden door geweld van de Chinese autoriteiten ook toe om de ondervoede mensen te dwingen om te werken. Mensen werden geëxecuteerd op basis van quota – een methode die al werd gebruikt in de Campagne voor de onderdrukking van contrarevolutionairen. Dikötter noemt 2,5 miljoen doden door middel van geweld door de autoriteiten. Door kaderleden van de communes werden de boeren opgejaagd om als slaven te werken op een minimaal dieet, en deze fungeerden tevens als cipier en hielden de boeren in de dorpen opgesloten want het was boeren en iedereen verboden zich zonder schriftelijke toestemming te verplaatsen. Een andere belangrijke taak van het kader was te verhinderen dat de boeren van hun eigen oogst zouden 'stelen', daarop werden afgrijselijke straffen gezet als bijvoorbeeld de neus afsnijden, wurging en levende verbranding.
Er waren veel sprinkhanenzwermen; ze hadden vrij spel doordat hun natuurlijke vijanden grotendeels waren uitgeroeid tijdens de Grote Mussencampagne. In 1959 had de landbouw veel last van de droogte en de overstroming van de Gele Rivier, waardoor de hongersnood verergerde. Zulke overstromingen en droogtes waren gebruikelijk in China. Het weer tijdens de Grote Sprong Voorwaarts week niet veel af van de gebruikelijke jaren.
Tijdens de periode 1958 tot 1960 bleef China een netto-exporteur van rijst en andere granen – dat wil zeggen er werd meer graan geëxporteerd naar het buitenland dan geïmporteerd – hoewel er grote hongersnood heerste in het land. Buitenlandse hulp werd afgewezen. Toen de Japanse regering een voorstel deed om 100.000 ton aan graan naar China te sturen als noodhulp, werd dit door de Chinese regering afgewezen. De Chinese export van granen in 1959 en 1960 was genoeg om meer dan 16 miljoen mensen voldoende te voeden (2000 calorieën per dag) in die jaren. In 1961 werd besloten te stoppen met het exporteren van graan en import vanuit Canada en Australië werd geregeld.
Uit angst als contrarevolutionaire doemdenkers te worden bestempeld, hadden lokale partijleden opzettelijk de productieomvang overdreven, de zogenoemde Spoetnikvelden met stratosferische oogsten (bijvoorbeeld 70 ton graan op 800 m2) en Spoetnik-coöperaties schoten als paddenstoelen uit de grond. Eten werd zó schaars dat mensen moesten leven van gras en boomschors. Er zijn gevallen bekend van kannibalisme waarvan vooral meisjes slachtoffer werden en waarbij families de kinderen eerst uitruilden. Een ander fenomeen was het gegeven dat vrouwen meer meisjes dan jongens baarden: al na een jaar na het begin van de hongersnood zakte het aandeel jongetjes onder de boorlingen. Van 109 jongens tegenover 100 meisjes in april 1960, tot 104 jongens tegenover 100 meisjes in oktober 1963, twee jaar na het eind van de hongersnood. In juli 1965 werd de verhouding pas weer normaal, rekening gehouden met het feit dat van nature meer jongens dan meisjes worden geboren.

## Interne kritiek
Eind juli 1959 werd de nationale leiding opgeroepen voor een grote vergadering van het Centraal Comité in Lushan waar de minister van Defensie Peng Dehuai forse kritiek leverde op Mao en De Grote Sprong Voorwaarts en probeerde Mao te overtuigen van zijn dwalingen.
Het land stevende volgens hem op een economische catastrofe af en Peng was relatief duidelijk, eerlijk en rechtstreeks, maar iedereen werd erdoor verrast. Mao zette daar meteen de tegenaanval in en stelde dat als de partij hem (Mao) zou afkeuren, hij een burgeroorlog zou ontketenen en dan zouden 'ze allemaal door het volk worden weggevaagd' zo waarschuwde hij. De hogere leiding zwichtte voor de bedreigingen en de geïsoleerde Peng Dehuai werd van alle functies ontheven, en bleef achter, omgeven door een handjevol sympathisanten, een 'kliek' die Mao binnen de kortste keren zou elimineren. Peng Dehuai kreeg huisarrest en werd in het openbaar vernederd. Lin Biao volgde hem als minister van Defensie op.
Mao stond later het presidentschap af aan Liu Shaoqi. Deng Xiaoping kreeg de leiding over de partij en Zhou Enlai werd minister-president. Het beleid met betrekking tot de Grote Sprong Voorwaarts bleef echter nog enkele jaren ongewijzigd.
Er kwam met het verstrijken van de maanden steeds meer openlijke kritiek op het beleid van de Grote Sprong Voorwaarts. De regering beschouwde het falen als een gevolg van persoonlijkheidsverheerlijking van Mao. Liu Shaoqi bekritiseerde in een toespraak uit 1962 tijdens de Zevenduizend-Kaders-Conferentie de Grote Sprong Voorwaarts. Volgens Liu Shaoqi was de economische ramp 30% de schuld van de natuur en 70% de schuld van menselijke falen. Tijdens dezelfde conferentie kregen Liu Shaoqi en Deng Xiaoping de macht. Tijdens de Culturele Revolutie greep Mao met een grote terreurcampagne weer de macht. De Rode Gardisten verspreidden Maos Rode Boekje (een boekje geschreven door Lin Biao met citaten van Mao). De tegenstanders van Mao binnen en buiten de Chinese Communistische Partij werden massaal gezuiverd. Liu Shaoqi werd afgezet en uitgeschakeld.

## Dodelijke slachtoffers
Mao stond vooraf toe dat er veel doden zouden vallen in dit vijfjarenplan. Op het congres van mei 1958 waar het startschot voor de Grote Sprong werd gegeven had hij zijn top toegesproken dat ze niet alleen niet bang moesten zijn voor doden maar sterfgevallen zelfs toe moesten juichen met de woorden: ‘We geloven in dialectiek en dus kunnen we niet tegen de dood zijn’.
De schattingen van het aantal sterfgevallen door de Grote Sprong Voorwaarts reiken van 18 tot 45 miljoen dodelijke slachtoffers. Als van 30 miljoen dodelijke slachtoffers wordt uitgegaan. dan was de hongersnood veroorzaakt door de Grote Sprong Voorwaarts de dodelijkste hongersnood in de geschiedenis van de mensheid. Het officiële Chinese cijfer bedraagt 15 miljoen doden.